# Reale Società Ginnastica Torino
La Reale Società Ginnastica Torino (La Real Sociedad Gimnástica Torino) era uno de los más antiguos equipos de fútbol de Italia. 

## Historia
La Real Sociedad Gimnástica Torino fue fundada el 17 de marzo de 1844, en la ciudad de Turín, entonces capital del Reino de Cerdeña, dominado por la dinastía Saboya. La institución se creó con el fin de enseñar gimnasia a los estudiantes de las Fuerzas Armadas. 
El equipo comenzó a jugar al fútbol en 1897 y participó del primer campeonato italiano en 1898, siendo eliminado por el Genoa, por 2 a 1. Prosiguió interviniendo en el torneo de Italia, obteniendo magros resultados, hasta 1902, año en que el conjunto se disolvió.

## Uniforme
Su camiseta era azul, con una franja horizontal roja. Luego cambió su divisa por una blanca, con franja horizontal granate. 

## Cronología deportiva
- Campeonato italiano de Fútbol 1898: Eliminado por el Genoa (en semifinales)
- Campeonato italiano de Fútbol 1899: Eliminado por Internazionale Torino (en semifinales)
- Campeonato italiano de Fútbol 1900: Eliminado por F.C. Torinese (en primera ronda)
- Campeonato italiano de Fútbol 1901: Eliminado por Juventus de Turín (en primera ronda)
- Campeonato italiano de Fútbol 1902: Eliminado en la zona de grupos (en primera ronda)